# Polyalthia dictyoneura
Polyalthia dictyoneura este o specie de plante din genul Polyalthia, familia Annonaceae, descrisă de Friedrich Ludwig Diels. Conform Catalogue of Life specia Polyalthia dictyoneura nu are subspecii cunoscute.